# Дрожжины (дворянский род)
Дрожжины (Дрозжины, Дрождины) — древний русский дворянский род.

## История рода
Вдова Андрея Дрожжина — Анна владела поместьем в Медынском уезде (1515), там же владели поместьями Михаил и Фёдор Дрожжины (1586).
Фёдор Михайлович поручился по князю Ивану Дмитриевичу Бельскому (1562). По делу о заговоре в земщине, казнены Фёдор и Иван Михайловичи Дрозжины (1568), их имена занесены в синодик опальных, братья указаны в Дворовой тетради, как Литва дворовая по Медыни (1550). Опричниками Ивана Грозного числились: Волк и Вояк Меньшой Дрожжины (1573). Марк Дрожжин служил в детях боярских по Астрахани (1616). Псарь Иван Дрожжин пожалован царским жалованием, за то что тешил государя дворцовыми медведями, и медведи изорвали на нём зипун (ноября 1616). Григорий Иванович владел поместьем в Белёвском уезде (1628).